# Pradelles (Alto Loira)

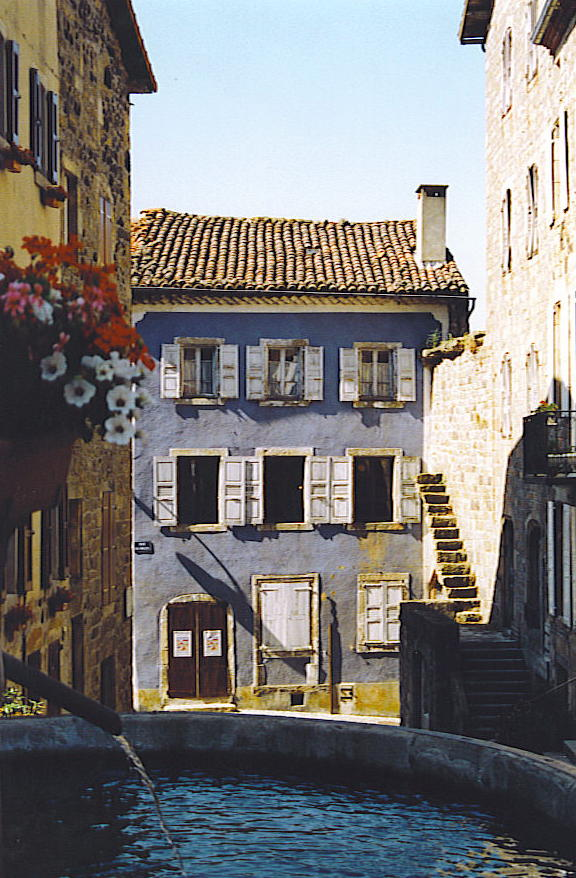
Casa en el centro de la comuna

Pradelles  es una comuna francesa del departamento del Alto Loira en la región de Auvernia. 
La comuna se encuentra situada en la confluencia entre los departamentos del Alto Loira, el Ardèche y el Lozère. En el extremo meridional de la cordillera volcánica de Dèves y entre las gargantas del Loira y el Allier. Desde su posición domina el valle del Allier y la presa de Naussac.
Se encuentra inscrita en la lista de les plus beaux villages de France como reconocimiento a su patrimonio arquitectónico del que sobresalen las Puertas de la Verdette y du Besset, la torre de Rochelix, la maison Thoams, el manoir du Mazonric y el castillo de Mazigon; todos ellos clasificados como Monument historique.

## Demografía
| 857 | 733 | 618 | 570 | 584 | 581 |
| Para los censos de 1962 a 1999 la población legal corresponde a la población sin duplicidades (Fuente: INSEE [Consultar]) |     |     |     |     |     |